# Douna
Douna è un dipartimento del Burkina Faso classificato come comune, situato nella provincia  di Léraba, facente parte della Regione delle Cascate.
Il dipartimento si compone del capoluogo e di altri cinque villaggi: Manema, Monsona, Niofila, Sabaribougou e Tassona.